# The Watch (band)

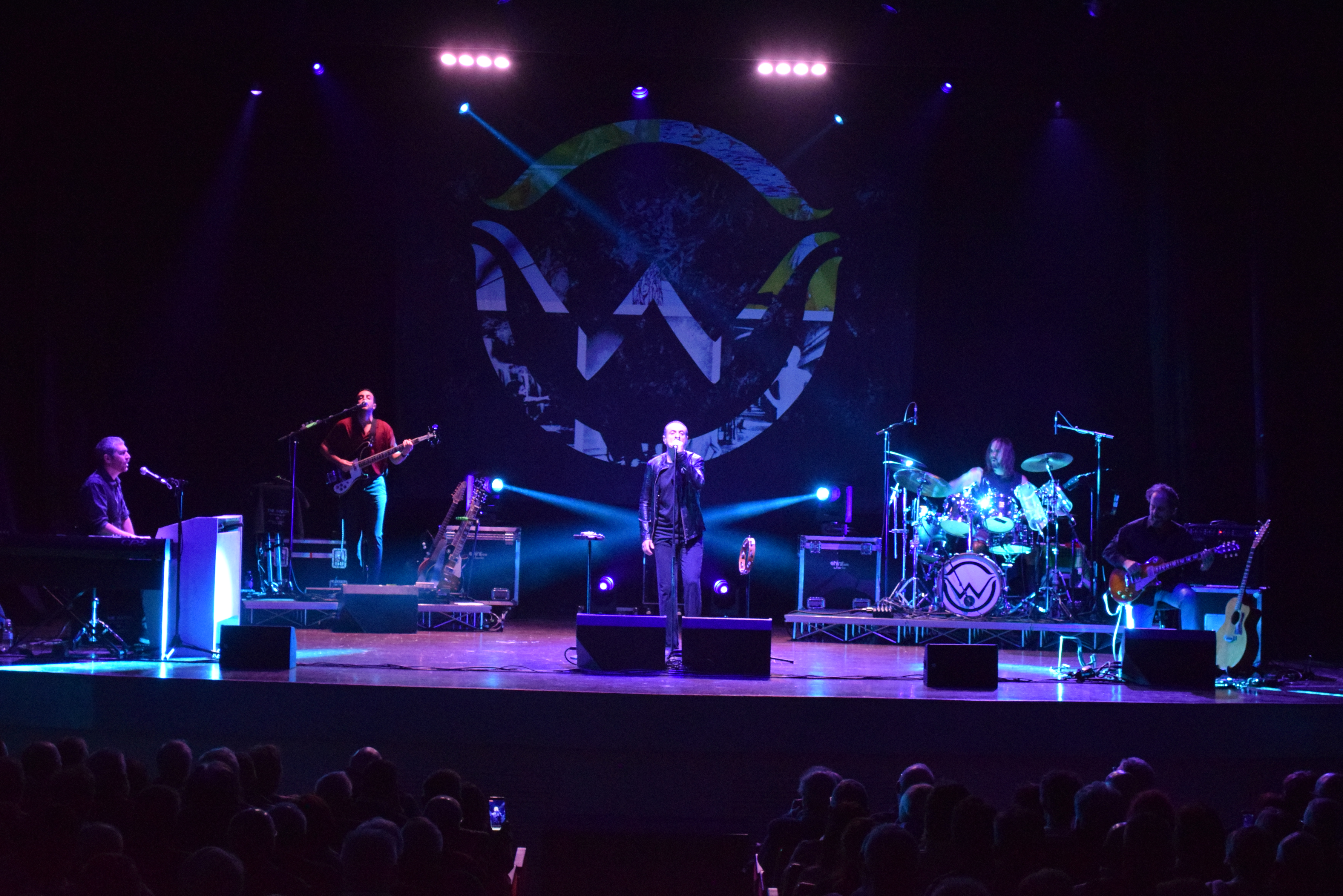
The Watch, 2019

The Watch is een Italiaanse symfonische rockband. De muziek vertoont grote gelijkenis met die uit de beginperiode van Genesis. De band met Genesis werd duidelijk in 2010 toen The Watch een tournee hield onder het motto The Watch plays Genesis; het Genesis-album Selling England by the Pound werd volledig gespeeld. In 2014 toerde The Watch waarbij tijdens de concerten de muziek werd gespeeld van het Genesisalbum Seconds Out. 
Simone Rossetti lichtte in 2019 zijn band met de Genesismuziek uit, met name de band met de muziek tussen de albums Tresspass en Duke toe. Hij zag de opkomende tributebands, die inspeelden op de (jeugd)sentimenten van fans van progressieve rock van het eerste uur, waarvan de bands zelf eigenlijk nauwelijks nog optraden. Bij het zelf zingen constateerde hij ook dat zijn stem paste bij de stem en het stembereik van Peter Gabriel en Phil Collins als zang. Hij zei daarbij dat hij het vertrek van Gabriel en Steve Hackett een grote aderlating vond en Genesis vanaf Abacab niet meer volgde.

## Discografie
- (1997): Twilight (onder de naam The Night Watch)
- (2001): Ghost
- (2004): Vacuum
- (2007): Primitive
- (2009): The Watch Live
- (2010): Planet earth?
- (2011): Timeless
- (2014): Tracks from the Alps
- (2017): Seven
- (2021): The art of bleeding